# Skärkarlsliv
Skärkarlsliv är en novellsamling av August Strindberg utgiven 1888. Berättelserna utspelar sig i Stockholms skärgård, och skrevs som en uppföljare till Hemsöborna.

## Innehåll
- Den romantiske klockaren på Rånö
- Min sommarpräst
- Pastorns älg
- En brottsling
- Vidskepelse
- Höjer tar gården själv
- Sjönödslöftet
- Skräddarns skulle ha dans
- Uppsyningsman
- Flickornas kärlek